# Bataille de Sufa
Attaque du Hamas de la guerre d'Israël-Hamas de 2023
Batailles
La bataille de Sufa (hébreu : קרב סופה) est un affrontement s'étant déroulé le 7 octobre 2023, lorsque le Hamas a lancé une attaque à grande échelle contre le sud d’Israël. Le kibboutz israélien de Sufa (hébreu : סופה (קיבוץ), arabe : سوفا (مجلس اقليمى اشكول)), située à proximité de la frontière entre Israël et la bande de Gaza, a déjà été la cible d'attaques à la roquette et d'incursions au cours du conflit Gaza-Israël,.

## La bataille
Dans la journée, plus de 250 personnes sont prises en otage par le Hamas, puis secourues par l'unité d'opérations spéciales Shayetet 13, avec d'autres unités des forces de défense israéliennes (FDI).
60 militants du Hamas sont tués par Tsahal, qui reprend le contrôle de la localité le 10 octobre.